# 筑西市
筑西市（日语：／ Chikusei shi */?）是位於茨城縣的一市。

## 出身名人
- 田宮謙次郎 - 前職業棒球選手，曾任中華職棒味全龍隊總教練
- 渡邊秀一 - 前職業棒球選手，福岡軟銀鷹
- 赤城德彥 - 前日本衆議院議員，自由民主黨（前農林水産大臣）
- 鐵炮塚葉子 - 聲優